# Тау² Гидры
Тау² Гидры (лат. τ² Hydrae), 32 Гидры (лат. 32 Hydrae), HD 82446 — тройная звезда в созвездии Гидры на расстоянии приблизительно 699 световых лет (около 214 парсек) от Солнца. Видимая звёздная величина звезды — +4,5m.

## Характеристики
Первый компонент — белая звезда спектрального класса A2IV, или A2V, или A3V, или A3. Масса — около 4,239 солнечной, радиус — около 11,923 солнечного, светимость — около 576,123 солнечной. Эффективная температура — около 7836 K.
Второй компонент. Масса — около 3,3 солнечной. Орбитальный период — около 6,09 года.
Третий компонент — красный карлик спектрального класса M. Масса — около 154,24 юпитерианской (0,1472 солнечной). Удалён в среднем на 2,42 а.е..